# Die drei gerechten Kammmacher
Die drei gerechten Kammmacher (so im Erstdruck und in den textkritischen Ausgaben, Kammacher häufig in späteren Drucken) ist eine Novelle des Schweizer Dichters Gottfried Keller. 1855 in Berlin geschrieben und erstmals 1856 in der Sammlung Die Leute von Seldwyla veröffentlicht gehört sie heute zu den bekannteren Erzählungen Kellers und gilt als Beispiel einer realistischen Groteske. Die Geschichte handelt von drei deutschen Handwerksgesellen, die bei einem Seldwyler Meister arbeiten, alle drei fleißig, sparsam, genügsam, berechnend und konfliktscheu. Trotzdem – oder gerade deshalb – werden sie zu erbitterten Rivalen: jeder möchte die Kammmacherei kaufen, und jeder möchte dazu dieselbe vermögende Jungfer ehelichen. Es kommt zu einem entscheidenden Wettlauf, der für zwei der Gesellen schlimm ausgeht. Doch auch der Sieger endet unrühmlich als Pantoffelheld.

## Inhalt

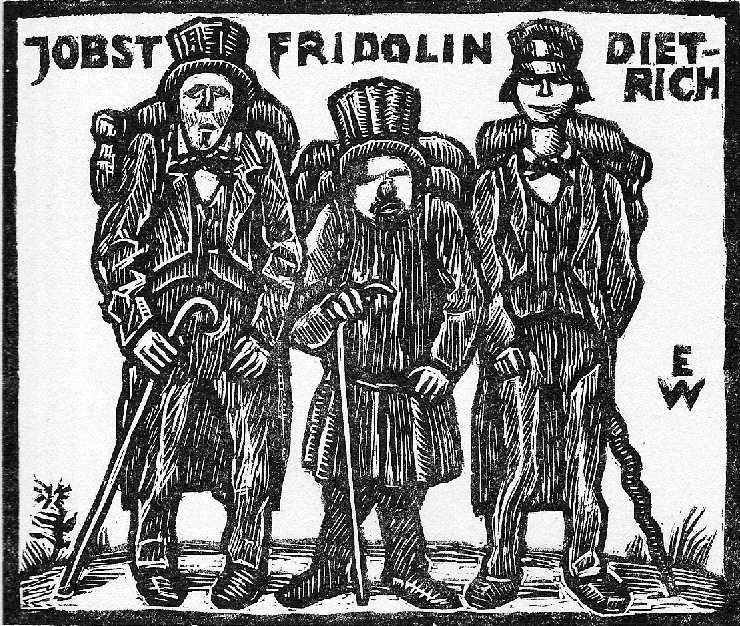
Die drei gerechten Kammmacher. Wie die folgenden Illustrationen: Holzschnitt von Ernst Würtenberger, 1918.

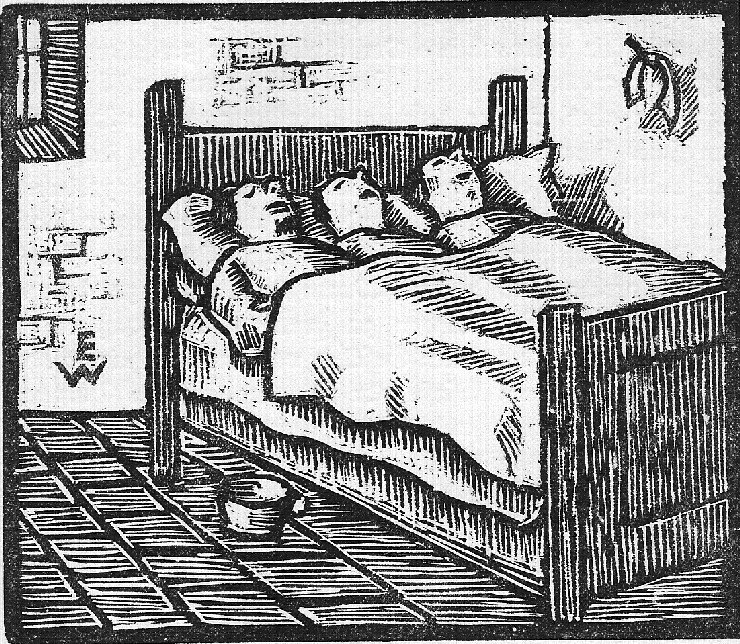
Der Schlaf der drei Gerechten.

Jobst, der Sachse, tut niemandem etwas zuleid und hält es schon jahrelang bei schmaler Kost und eintöniger Arbeit in der Kammmacherei aus, stets nur das Ziel vor Augen, hier einmal selbst Meister zu werden. So geht er allen kostspieligen Vergnügungen der Seldwyler aus dem Weg und verkriecht sich vor ihren politischen Tumulten furchtsam in der Werkstatt. Schon hat er ein hübsches Sümmchen erspart, seine Rechnung scheint aufzugehen. Da treffen nacheinander zwei neue Gesellen ein, der Bayer Fridolin und der Schwabe Dietrich. Erst hofft Jobst sie auszusitzen, doch dann muss er feststellen, dass beide aus dem gleichen Holz geschnitzt sind wie er und auch das gleiche Ziel verfolgen. Aus Angst, vorzeitig entlassen zu werden, schuften die drei wie besessen um die Wette, füllen ihrem Meister die Taschen und vermeiden jede Reibung untereinander; sie schlafen sogar im selben Bett, ohne um den bequemsten Platz zu streiten, sodass das Deckbett auf ihnen lag wie ein Papier auf drei Heringen. Heimlich aber späht Jobst die Geldverstecke der andern aus: Fridolins Schatz kommt dem seinigen fast gleich, was ihn mit Besorgnis und Bewunderung erfüllt. Dagegen hat sich Dietrich als Jüngster und zuletzt Angekommener noch kaum etwas zurückgelegt.

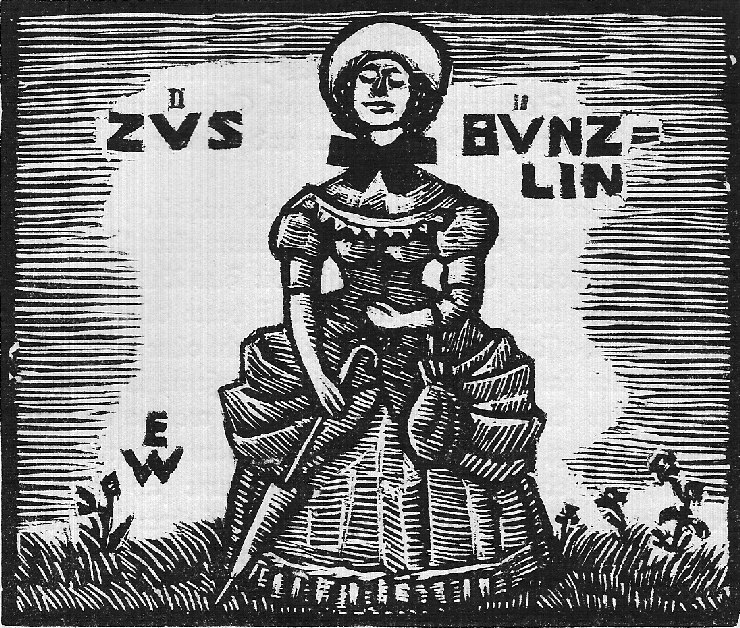
Eine vermögende Jungfer tritt ins Spiel.

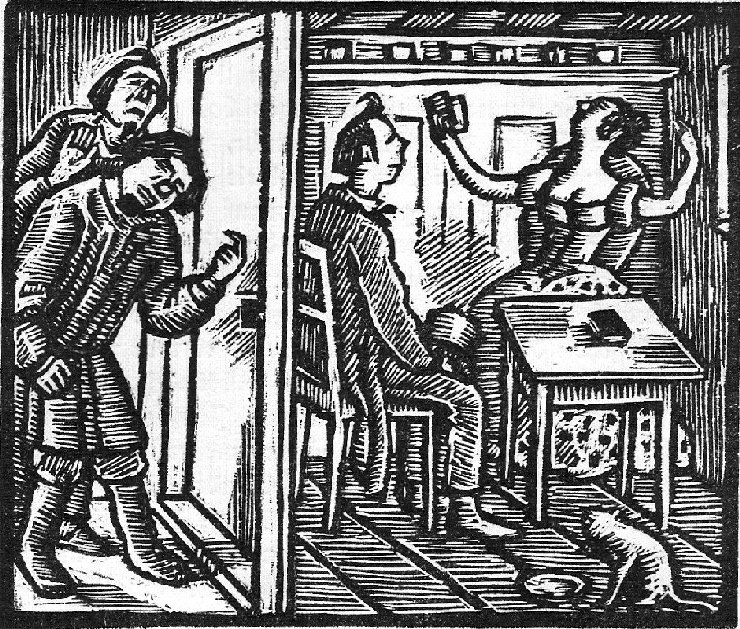
Züs Bünzlin gibt mit ihrer Bildung an, Jobst und Fridolin kommen Dietrich auf die Schliche.

Dietrich aber bringt in Erfahrung, dass die Jungfer Züs Bünzlin, die den dreien die Wäsche besorgt, einen Gültbrief besitzt, dessen Wert die Ersparnisse seiner Konkurrenten aufwiegt. Züs passt mit ihrer eingebildeten Klugheit gut zu dem Gesellen. Außerdem versteht sie, ihre weiblichen Reize zur Geltung zu bringen. So beginnt das Schwäblein, der Jungfer den Hof zu machen, redete ihr nach dem Mund so stark er konnte; und sie vermochte ein tüchtiges Lob zu ertragen, ja sie liebte den Pfeffer desselben umso mehr, je stärker er war. Die beiden älteren Gesellen kommen Dietrich jedoch auf die Schliche und versuchen, es ihm nachzutun, wobei sie sich mit ungeschickten Komplimenten öfters verhaspeln. Züs ist das gerade recht, kann sie doch so den vollen Glanz ihrer Bildung entfalten. Im Übrigen hält sie die Gesellen mit Reden über Entsagung und Uneigennützigkeit in Zaum. Je hochtrabender der Unsinn ist, den sie von sich gibt, desto demütiger hängen sie an ihren Lippen.

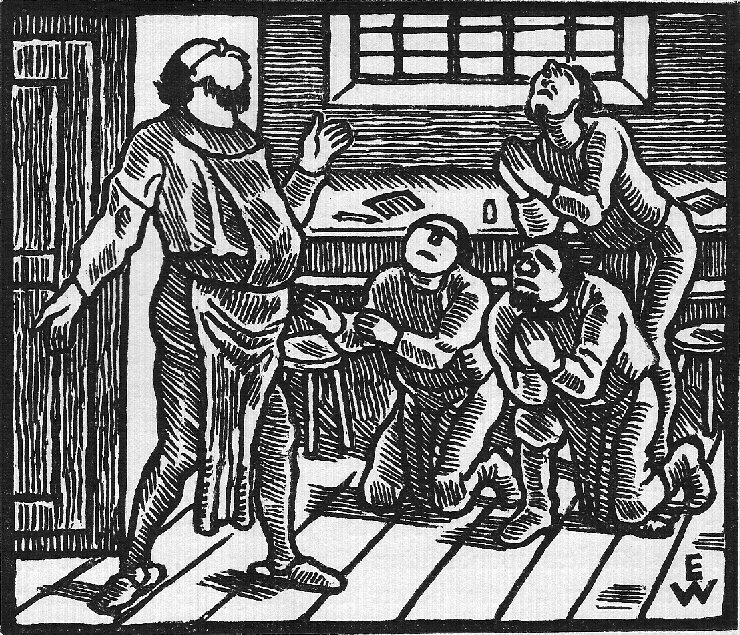
Kniefällig bitten die drei den Meister, bleiben zu dürfen.

Inzwischen hat der Besitzer der Kammmacherei an den Gesellen ein Heidengeld verdient: Er schnallte sich den Gurt um einige Löcher weiter und spielte eine große Rolle in der Stadt, während die törichten Arbeiter in der dunklen Werkstatt Tag und Nacht sich abmühten und sich gegenseitig hinausarbeiten wollten. Da er als Seldwyler natürlich über seine Verhältnisse lebt, lasten auf der Goldgrube bald doppelt so viel Schulden, wie sie abwirft. Endlich bewirkt die Überproduktion von Kämmen einen Geschäftsrückgang. Der Meister sieht sich gezwungen, zwei Gesellen zu entlassen. Für die drei Gerechten bricht eine Welt zusammen, jeder bittet kniefällig darum, bleiben zu dürfen. Doch der Meister errät sehr wohl ihre Absichten, nimmt sie übel und beschließt, seine möglichen Geschäftsnachfolger noch zum Narren zu halten, indem er sie miteinander um die Wette laufen lässt. Er stellt sich, als ob die Wahl ihm schwer falle, und kündigt allen dreien. Am folgenden Sonntagmorgen müssen sie ihre Sachen packen und eine halbe Stunde weit aus dem Städtchen hinauswandern. Welcher danach als erster wieder bei ihm Anstellung sucht, den wird er behalten; die andern können sehen, wo sie bleiben. Verzweifelt rennen die Gesellen zu Züs und flehen sie an, sich für einen von ihnen zu entscheiden. Doch die Jungfer befiehlt ihnen, den Wettlauf als eine vom Himmel auferlegte Probe zu betrachten, und will erst dem Sieger ihre Hand reichen.

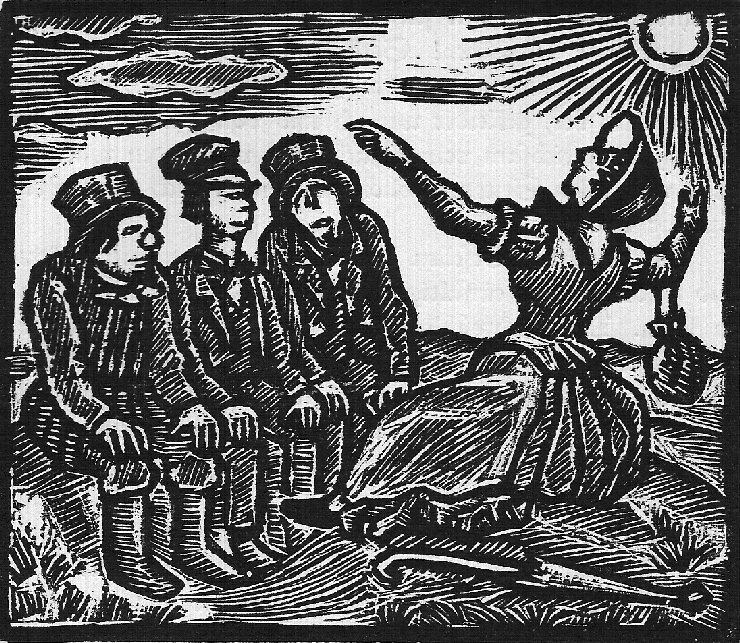
Züs Bünzlin hält ihre Abschiedspredigt.

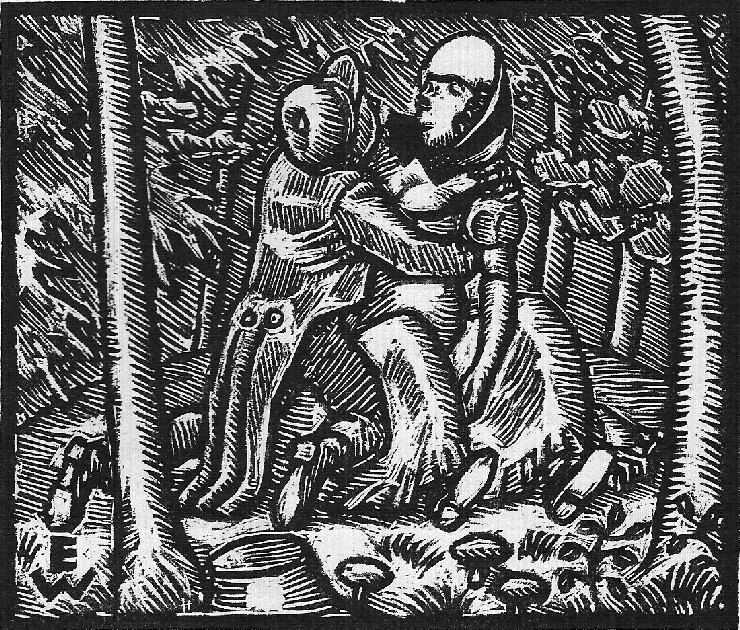
Züs und Dietrich werden ein Liebespaar.

Am Sonntagmorgen begleitet sie das wanderfertige Trio vors Stadttor auf eine Anhöhe und bereitet es mit kleinen Erfrischungen – gedörrten Birnen und Pflaumen – und durch eine salbungsvolle Predigt auf die absurde Prüfung vor: So ziehet denn dahin und kehret die Torheit der Schlechten um in die Weisheit der Gerechten! Was sie zum Mutwillen ausgesonnen, das verwandelt in ein erbauliches Werk der Prüfung und der Selbstbeherrschung, in eine sinnreiche Schlußhandlung eines langjährigen Wohlverhaltens und Wettlaufes in der Tugend. Insgeheim möchte sie aber erreichen, dass Dietrich das Rennen verliert; denn wegen seiner geringen Ersparnisse kommt er für sie als Ehemann nicht in Frage. Als die beiden andern loslaufen, tut sie daher verliebt und hilfsbedürftig und klammert sich an ihn. Dietrich, der wohl merkt, was gespielt wird, disponiert um, nimmt sich vor, sein Heil hier oben zu versuchen und lässt sich von der falschen Freundin auf einen schattigen Waldpfad locken. Züs aber, als ein Wesen, dessen Gedanken am Ende doch so kurz sind als seine Sinne, erliegt dort seinen feurigen Worten und Liebkosungen: Ihr Herz krabbelte so ängstlich und wehrlos wie ein Käfer, der auf dem Rücken liegt, und Dietrich besiegte es in jeder Weise.

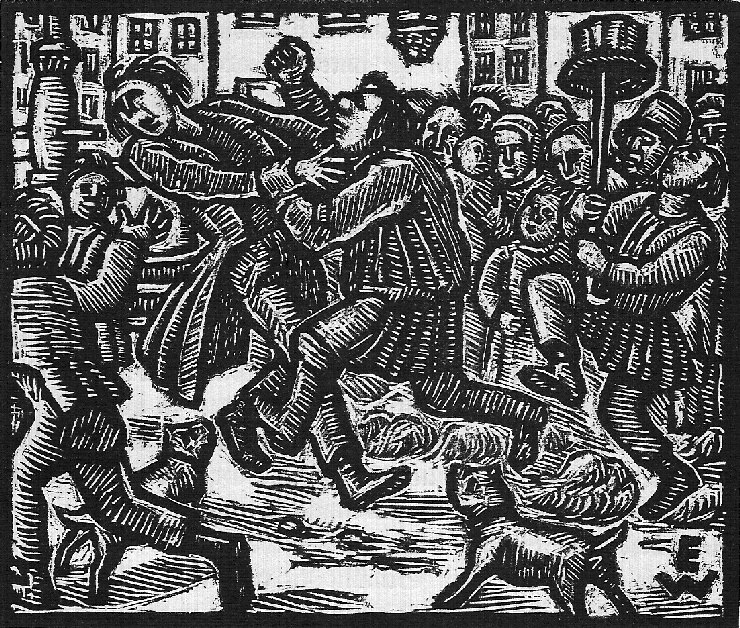
Jobst und Fridolin prügeln sich vor den Augen der Seldwyler.

Währenddessen artet der Wettlauf von Jobst und Fridolin zu einer wüsten Rauferei aus. Angefeuert von den Seldwyler Herren und Damen, denen das grausame Schauspiel als sonntägliche Nachmittagsunterhaltung gelegen kommt, vergessen die beiden ihr Ziel und wälzen sich umringt von johlendem Volk im Straßenstaub zum einen Stadttor hinein, an der Kammfabrik vorbei und zum andern wieder hinaus. Der Meister wartet vergeblich auf den Sieger, bis ein Stündchen später Dietrich und Züs bei ihm eintreten und ihm einen Vorschlag machen: Züs kauft sein Haus und Geschäft, ihr Bräutigam Dietrich mietet sich bei ihr ein und betreibt die Werkstatt. Erfreut nimmt der Meister an, kommt er doch auf diese Weise hinter dem Rücken seiner Gläubiger schnell noch zu barem Geld.
Halbtot vor Scham, Mattigkeit und Ärger lagen Jobst und Fridolin in der Herberge, wohin man sie geführt hatte, nachdem sie auf dem freien Feld endlich umgefallen waren, ganz ineinander verbissen. Am nächsten Tag verlässt der Sachse die Stadt und erhängt sich an einem Baum unweit der Stelle, an der Züs von den dreien Abschied genommen hat. Als der Bayer wenig später dort vorbeikommt und den Leichnam sieht, packt ihn das Entsetzen. Er rennt wie wahnsinnig davon, verliert jeden Halt im Leben und endet als verwahrloster Mensch. Dietrich der Schwabe allein blieb ein Gerechter und hielt sich oben im dem Städtchen; aber er hatte nicht viel Freude davon; denn Züs ließ ihm gar nicht den Ruhm, regierte und unterdrückte ihn und betrachtete sich als die alleinige Quelle alles Guten.

## Über das Werk

### Begriff der Gerechtigkeit
Die Leute von Seldwyla haben bewiesen, daß eine ganze Stadt von Ungerechten oder Leichtsinnigen zur Not fortbestehen kann im Wechsel der Zeiten und des Verkehrs; die drei Kammmacher aber, daß nicht drei Gerechte lang unter einem Dach leben können, ohne sich in die Haare zu geraten.
Nach dieser häufig zitierten Einleitung erläutert der Erzähler, was er unter „gerecht“ versteht:
Es ist hier nicht die himmlische Gerechtigkeit gemeint oder die natürliche Gerechtigkeit des menschlichen Gewissens, sondern jene blutlose Gerechtigkeit, welche aus dem Vaterunser die Bitte gestrichen hat: Und vergib uns unsere Schulden, wie auch wir vergeben unsern Schuldnern! weil sie keine Schulden macht und auch keine ausstehen hat; welche niemand zu Leid lebt, aber auch niemandem zu Gefallen, wohl arbeiten und erwerben, aber nichts ausgeben will und an der Arbeitstreue nur einen Nutzen, aber keine Freude findet. Solche Gerechte werfen keine Laternen ein, aber sie zünden auch keine an und kein Licht geht von ihnen aus; sie treiben allerlei Hantierungen, und eine ist ihnen sogut wie die andere, wenn sie nur mit keiner Fährlichkeit [Gefahr] verbunden ist; am liebsten siedeln sie dort, wo recht viele Ungerechte in ihrem Sinne sind; denn sie untereinander, wenn keine solchen zwischen ihnen wären, würden sich bald abreiben, wie Mühlsteine, zwischen denen kein Korn liegt. Wenn diese ein Unglück betrifft, so sind sie höchst verwundert und jammern, als ob sie am Spieße stäken, da sie doch niemand etwas zuleide getan haben; denn sie betrachten die Welt als eine große wohlgesicherte Polizeianstalt, wo keiner eine Kontraventionsbuße [Geldstrafe] zu fürchten braucht, wenn er vor seiner Tür fleißig kehrt, keine Blumentöpfe unverwahrt vor das Fenster stellt und kein Wasser aus demselben gießt.

### Entstehung
1851 notierte sich Keller in Berlin: Geschichte von den drei Schreinergesellen, welche alle recht thaten und desnahen [deswegen] nicht neben einander existieren konnten. Costüm des 18. Jahrhunderts. Die Idee, dass eine Gesellschaft aus lauter Tugendsamen nicht zusammenhält und bloßes Rechttun – die Ausübung von Sekundärtugenden nach heutigem Sprachgebrauch – zerstörerisch wirkt, lässt sich bis zu den Schriften des Frühaufklärers Pierre Bayle zurückverfolgen, mit denen Keller während seiner Heidelberger Studienzeit durch Ludwig Feuerbach in Berührung kam.
Bei der Ausarbeitung der Erzählung wählte Keller das Kostüm des zeitlich näherliegenden Biedermeier und ersetzte die Schreinergesellen durch Kammmacher, wohl nicht zuletzt dem dreimal-dreifach gezackten Schriftbild zuliebe. Beide Änderungen hängen mit der Einführung der vierten Hauptfigur Züs Bünzlin zusammen. Denn deutlicher als andere Gewerke stehen die Hersteller von Kämmen im Dienste der weiblichen Eitelkeit. Zudem gab es für das moralische Salbadern der Jungfer ein Modell, das Keller satirisch treffen wollte: die Erzählungen des biedermeierlichen Geistlichen und Schriftstellers Christoph von Schmid. Dieser vielgelesenen Jugendbuchautor wird im Text als eine der Weisheitsquellen der Züs erwähnt: Auch besaß sie einige der hübschen Geschichten von Christoph Schmid und dessen kleine Erzählung mit den artigen Spruchversen am Ende.

### Rezeption
Viel besprochen und bewundert wird in der Keller-Literatur seit jeher die Weise, wie der Erzähler Charakter und Vergangenheit seiner Figuren anschaulich macht. Er breitet dazu die Dinge aus, die sie verwahren, und erzählt deren Herkunft (Ekphrasis). Die Beschreibung der Kostbarkeiten, Bücher und Pfänder in Züs’ lackierter Lade erstreckt sich über mehrere Druckseiten. Ohne den Leser zu ermüden beginnt sie beim Gültbrief, führt über diverse Nippes, etwa die berühmte Bonbonbüchse aus Zitronenschale, auf deren Deckel eine Erdbeere gemalt war, und endet bei einem chinesischen Tempelchen aus Pappe, liebevoll verfertigt von einem Buchbindergesellen. Dessen Freundschaft und Werbung genoss die Jungfer über ein Jahr, gab ihm seiner Jugend und Armut wegen jedoch den Laufpass, wenn auch mit ausgesucht wohltönenden Reden. Der Verabschiedete, der bei ihr nie zu Wort gekommen war, hinterließ ihr dafür in einem doppelten Boden des Kunstwerkchens den allerschönsten Brief, von Tränen benetzt, worin er seine unsägliche Betrübnis, Liebe, Verehrung und ewige Treue aussprach, und in so hübschen und unbefangenen Worten, wie sie nur das wahre Gefühl findet, welches sich in eine Vexiergasse verrannt hat. Da sie aber keine Ahnung hatte von dem verborgenen Schatze, so geschah es hier, daß das Schicksal gerecht war und eine falsche Schöne das nicht zu Gesicht bekam, was sie nicht zu sehen verdiente.
Als weiterer Höhepunkt der Novelle gilt – nicht seit jeher – die Schilderung des verzweifelten Wettlaufs von Jobst und Fridolin im Kontrast zur grausamen Lustigkeit, die er bei den Seldwylern erregt:
Beide waren von Schweiß und Staub bedeckt, sie sperrten den Mund auf und lechzten nach Atem, sahen und hörten nichts, was um sie her vorging, und dicke Tränen rollten den armen Männern über die Gesichter, welche sie abzuwischen nicht Zeit hatten. Sie liefen sich dicht auf den Fersen, doch war der Bayer voraus um eine Spanne. Ein entsetzliches Geschrei und Gelächter erhob sich und dröhnte, soweit das Ohr reichte. […] Die Herren in den Gärten standen auf den Tischen und wollten sich ausschütten vor Lachen: Ihr Gelächter dröhnte aber donnernd und fest über den haltlosen Lärm der Menge weg, die auf der Straße lagerte, und gab das Signal zu einem unerhörten Freudentage. Die Buben und das Gesindel strömten hinter den zwei armen Gesellen zusammen und ein wilder Haufen, eine furchtbare Wolke erregend, wälzte sich mit ihnen dem Tore zu; […] alle Fenster waren von der Damenwelt besetzt, welche ihr silbernes Gelächter in die tosende Brandung warf, und seit langer Zeit war man nicht mehr so fröhlich gestimmt gewesen in dieser Stadt.
Mit dem Epitheton donnernd und fest spielt der Erzähler auf das homerische Gelächter an, stimmt aber nicht mit ein. Tatsächlich behandelt Keller an keiner anderen Stelle des Zyklus die Seldwyler Gemütlichkeit mit größerer Kälte und Distanz: ob Pöbel, ob Stadtgötter und -göttinnen, sie treiben mit Entsetzen Scherz. Prompt wurde ihm die Grausamkeit seiner Schilderung und das schlimme Ende der Geschichte zum Vorwurf gemacht. In den Grenzboten bedauerte ein Kritiker wenige Jahre nach Kellers Tod: „Nirgends eine Heilung, nirgends eine Versöhnung, und so kommt uns nun erst zum Bewusstsein, daß diese […] Novelle durchweg herbe ist wie ihr Schluß“. Die Ursache dafür sah er „in dem auffallenden Mangel an Gemüt bei Keller“, – als ob der Satiriker das Schlechte und Niedrige, das er anprangert, selbst erfunden und in die Welt gesetzt hätte.

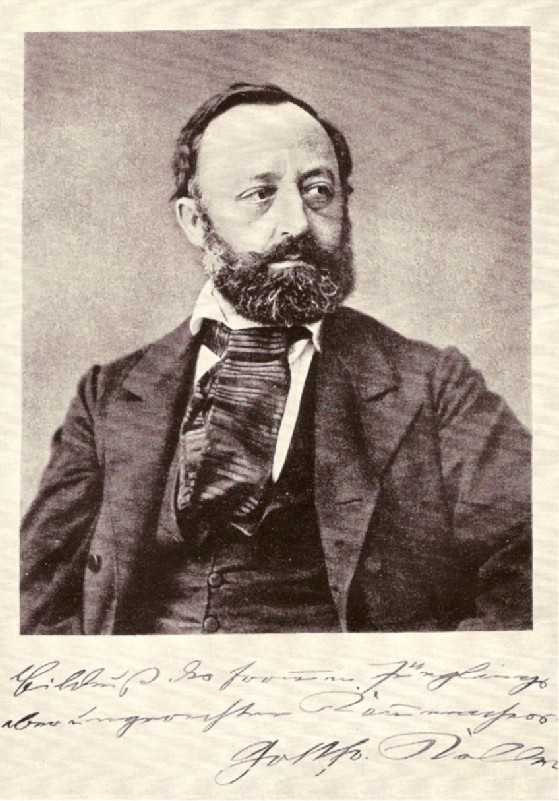
„Bildnis des frommen Jünglings aber ungerechten Kammmachers Gottfr. Keller“, ca. 1870

Jakob Baechtold, Kellers Erstbiograph, berichtet: „Die liebsten unter seinen Seldwyler Geschöpfen blieben dem Dichter Die drei gerechten Kammmacher, deren Wertschätzung er auch jederzeit zum Prüfstein seiner Beurteiler machte.“ An eine Berliner Freundin schrieb Keller ironisch: Ihren Dr. Horwitz kenne ich nicht; da er aber für die Kammmacher eingenommen ist, so ist er jedenfalls ein sehr gebildeter Mann und viel gescheiter als Prutz und Gutzkow, welche jene Schnurre für schlechte Späße erklärt haben. Richard Wagner, der während seiner Zürcher Jahre mit Keller verkehrte, bestand den Test. Wagner, schreibt Baechtold nicht ohne Verwunderung, „liebte vor allem – Die drei gerechten Kammmacher.“ Einer Wiener Freundin, Marie von Frisch, verehrte Keller seine Fotografie mit der Widmung Bildnis des frommen Jünglings aber ungerechten Kammmachers Gottfried Keller.

### Realismus
„Der Roman soll das deutsche Volk dort suchen, wo es in seiner Tüchtigkeit zu finden ist, nämlich bei seiner Arbeit.“ So lautete das Motto des 1855 erschienenen Romans Soll und Haben von Gustav Freytag. Ob Keller, als er im selben Jahr Die drei gerechten Kammmacher schrieb, dieses Motto im Auge hatte, lässt sich nicht nachweisen. Trotzdem ist die literaturgeschichtliche Koinzidenz bemerkenswert: Keller zeigt am Beispiel der drei Gerechten die andere Seite von Arbeitsethik und Tüchtigkeit, nicht nur der deutschen. „Ohne Kenntnis der marxistischen politischen Ökonomie“, schrieb der ostdeutsche Literaturwissenschaftler Hans Richter 1961, „und zweifellos auch ohne eigentliche Absicht demonstriert der Realist Keller hier am konkreten Beispiel den unauflöslichen Widerspruch zwischen Kapital und Arbeit. […] Es gibt wohl in der gesamten deutschen Literatur zur Zeit Kellers kaum eine annähernd vergleichbare Gestaltung dieses Grundwiderspruchs der kapitalistischen Gesellschaft; daß sie sich gerade bei Keller findet, der nach der immer noch landläufigen Meinung bürgerlich-idyllische Schnurren erzählt, dürfte den vorurteilsfreien und gründlichen Leser dieses Dichters nicht überraschen.“

### Groteske
Im Westen vollzog sich die Neubewertung der Kammmacher-Novelle zur selben Zeit unter dem Aspekt des grotesken Humors, auf den bereits Walter Benjamin aufmerksam gemacht hatte. Wolfgang Kayser leitet seine Schrift Das Groteske in Malerei und Dichtung mit einer Zusammenfassung der Kammmacher-Novelle ein und kommt danach mehrfach auf Die Leute von Seldwyla zu sprechen: „Keller […] entwickelt eine eigene Stilform des Grotesken. Man mag bei ihm von Realismus sprechen, aber dann darf man nicht verkennen, daß zu der Realität seiner Welt die unheimlichen, unfaßbaren dunklen Mächte gehören und daß dem Erzähler, so tief sein klarer Blick dringt und so sehr er es liebt, heiter zu lächeln und Lächeln zu erwecken, das Grauen vor dem Abgründigen nicht fremd ist.“ (Für Kayser ist die Gestaltung des Grotesken „der Versuch, das Dämonische in der Welt zu bannen und zu beschwören.“)
Realist oder Poet? Was die Absichtslosigkeit bei der Gestaltung betrifft, hätte Keller wohl Richter zugestimmt. In seiner fiktiven Stadt Seldwyla brachte er Figuren zusammen, die, wie ihn die Beobachtung lehrte, in der Welt wirklich vorkamen, und ließ sie miteinander in ebenso weltläufige soziale Beziehungen treten: Konkurrenz, Liebe, Streben nach Besitz und Geltung. Seine Geschichten ähneln Gedankenexperimenten oder Modellrechnungen. Oft wunderte er sich selbst über die Ergebnisse. Was dagegen das „unfassbar Dunkle“ betrifft, wäre er wohl mit Kaysers Definition des Grotesken nicht einverstanden gewesen. Keller glaubte nicht an übernatürliche Wesen. Züs Bünzlin ist kein Dämon, sondern eine Person, bei der die natürliche Selbstliebe so übermäßig stark entwickelt ist, dass sie zur Geltungs- und Herrschsucht wird und das Bedürfnis hervortreibt, jederzeit zu dominieren. Vorbilder für solche Personen entdeckte Keller vor allem im Milieu der Hochgebildeten. Nach der Lektüre eines Buches, das ihm Erinnerungen an die Berliner Salons weckte, wunderte er sich: Erst jetzt weiß ich recht, was mir bei den Reden der Züs Bünzlin, […] namentlich beim Abschied auf der Höhe, für ein Ideal vorgeschwebt hat. Ich hatte beim Schreiben auch hochstehende Weiber im Auge, glaubte aber nicht, daß es so hoch hinauf ginge.